# Tour Alsace
Die Tour Alsace (dt. Elsass-Rundfahrt) ist ein Straßenradrennen in Frankreich für Männer. 
Das Etappenrennen wurde erstmals 2004 ausgetragen und führt in fünf Abschnitten durch das Elsass. Das Rennen ist seit 2007 Teil der UCI Europe Tour und in die UCI-Kategorie 2.2 eingestuft.

## Palmarès
| Jahr | Sieger                 | Zweiter               | Dritter             |          |
| ---- | ---------------------- | --------------------- | ------------------- | -------- |
| 2004 | Stéphan Ravaleu        | Jérôme Chevallier     | Olivier Grammaire   |          |
| 2005 | Alexandr Sabalin       | Thijs Zonneveld       | Julien Guiborel     |          |
| 2006 | Johannes Fröhlinger    | Alexandru Pliușchin   | Nicolas Reynaud     |          |
| 2007 | Benoît Luminet         | Paul Moucheraud       | Giuseppe Ribolzi    |          |
| 2008 | Robert Bengsch         | Hannes Blank          | Steve Houanard      |          |
| 2009 | Simon Zahner           | Lubomír Petruš        | Frederik Wilmann    |          |
| 2010 | Wilco Kelderman        | Hubert Schwab         | Nicolas Edet        |          |
| 2011 | Thibaut Pinot          | Stian Remme           | Nikita Nowikow      |          |
| 2012 | Jonathan Tiernan-Locke | Alexandru Pliușchin   | Warren Barguil      |          |
| 2013 | Silvio Herklotz        | Fernando Orjuela      | Philipp Walsleben   |          |
| 2014 | Karel Hník             | Jack Haig             | Jan Hirt            |          |
| 2015 | Vegard Stake Laengen   | Sam Oomen             | Bjørn Tore Hoem     |          |
| 2016 | Maximilian Schachmann  | Scott Davies          | Kilian Frankiny     |          |
| 2017 | Lucas Hamilton         | Carl Fredrik Hagen    | Brandon McNulty     |          |
| 2018 | Geoffrey Bouchard      | Marc Hirschi          | Brandon McNulty     |          |
| 2019 | Thomas Pidcock         | Michal Schlegel       | Jimmy Janssens      |          |
| 2020 | abgesagt               | abgesagt              | abgesagt            | abgesagt |
| 2021 | José Félix Parra       | Sébastien Reichenbach | Leon Heinschke      |          |
| 2022 | Finlay Pickering       | Lennert Van Eetvelt   | Roland Thalmann     |          |
| 2023 | Sebastian Berwick      | Mathys Rondel         | Frank van den Broek |          |
| 2024 | Joris Delbove          | Colby Simmons         | Jørgen Nordhagen    |          |
| 2025 |                        |                       |                     |          |